# Avenue de Versailles
Koordinaten: 48° 51′ N, 2° 16′ O
Die Avenue de Versailles ist eine 2.080 Meter lange Straße im Quartier Auteuil des 16. Arrondissements von Paris.

## Lage
Die Straße beginnt an der Place Clément Ader in unmittelbarer Nähe zu Radio France sowie der östlich gelegenen Pont de Grenelle, die über die Seine und die Île aux Cygnes mit der Freiheitsstatue ins benachbarte 15. Arrondissement führt, und endet an der Porte de Saint-Cloud.
Die Straße verfügt über zwei Anschlüsse an die Pariser Métro: in ihrem ersten Abschnitt die Station Mirabeau auf der Strecke der   und an ihrem Ende die Station Porte de Saint-Cloud, die von der   bedient wird.

## Namensursprung
Ihren Namen erhielt die Straße, weil dies die gewöhnliche Strecke der französischen Könige auf dem Weg zwischen Paris und der Residenz in Versailles war.

## Geschichte
Ehemals wurde die Straße «Route de Versailles» oder «Route de la Reine» genannt, erhielt aber dann am 1. Februar 1877 den jetzigen Namen, Avenue de Versailles. Sie war Teil der Route nationale 10.
Ursprünglich führte sie über das Gebiet von Auteuil und kam 1860 mit der Eingemeindung auf Pariser Gebiet und wurde am 23. Mai 1863 in das Verzeichnis der Pariser Straßen (französisch Réseau viaire de Paris) aufgenommen.

## Sehenswürdigkeiten
- Nr. 25: Ein um 1930 von den Architekten Jean Ginsberg und Berthold Lubetkin erbautes Wohngebäude[2][3], das zum Monument historique erklärt wurde.[4]
- Nr. 77: Pavillon de l'eau, eine Informationsstelle über die Wasserversorgung von Paris
- Nr. 123: Eine Plakette erinnert daran, dass hier die Operettendiva Hortense Schneider (1833–1920) lebte.
- Nr. 142: Das Haus Jassédé (Monument historique), zwischen 1903 und 1905 unter der Leitung von Hector Guimard errichtet.[4]
- Nr. 185: Lycée René Cassin

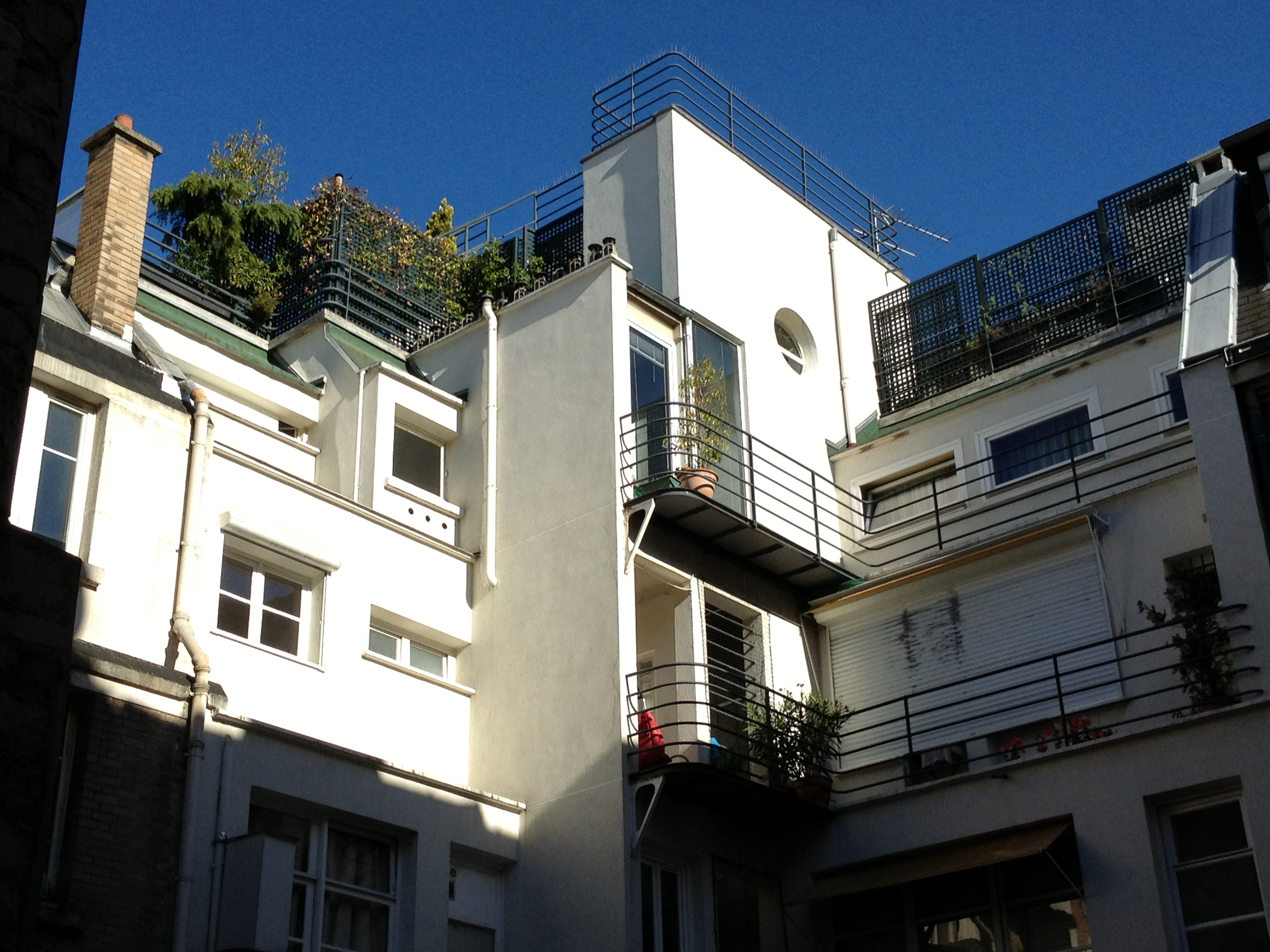
Nr. 25
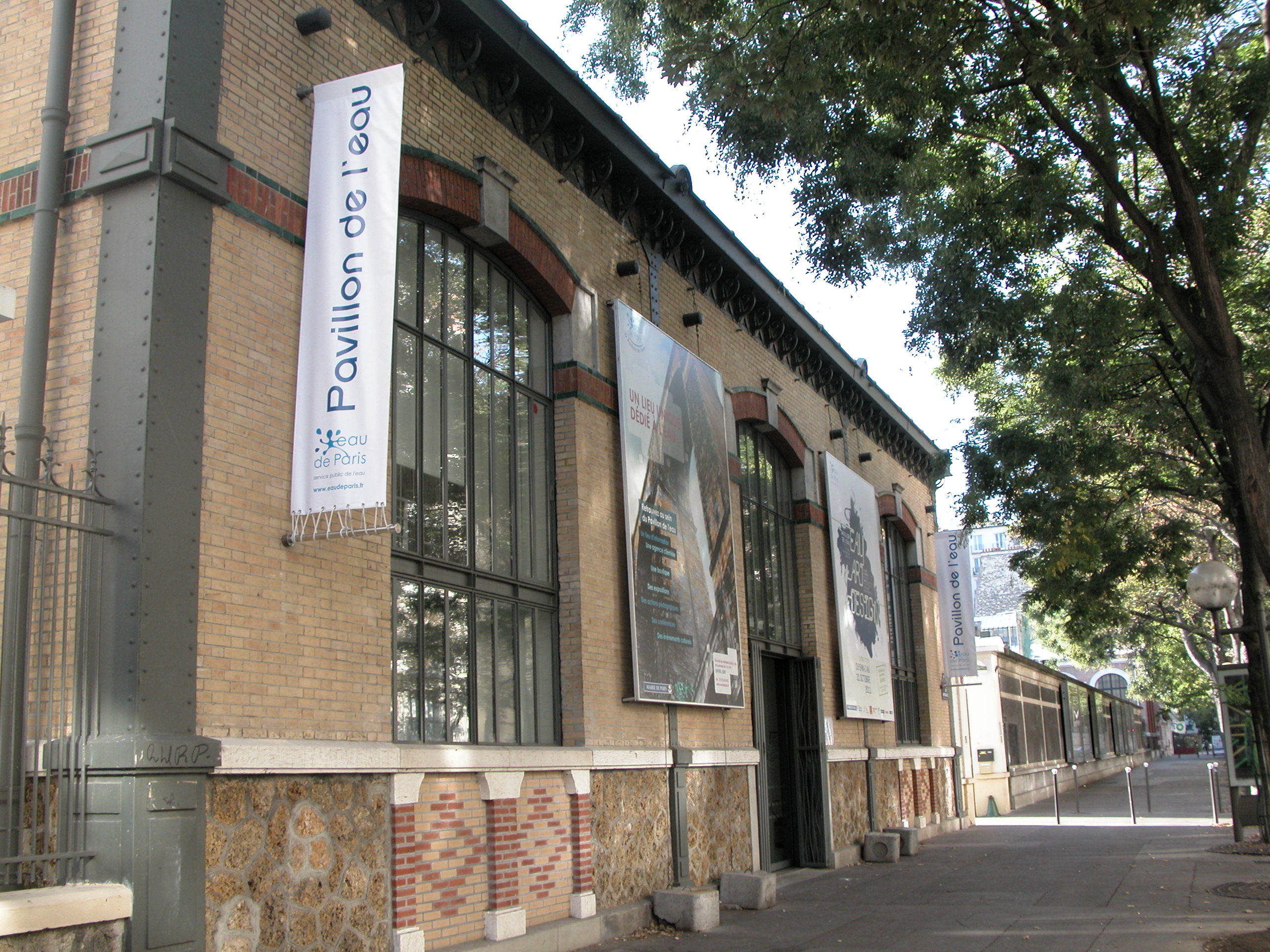
Pavillon de l'eau.
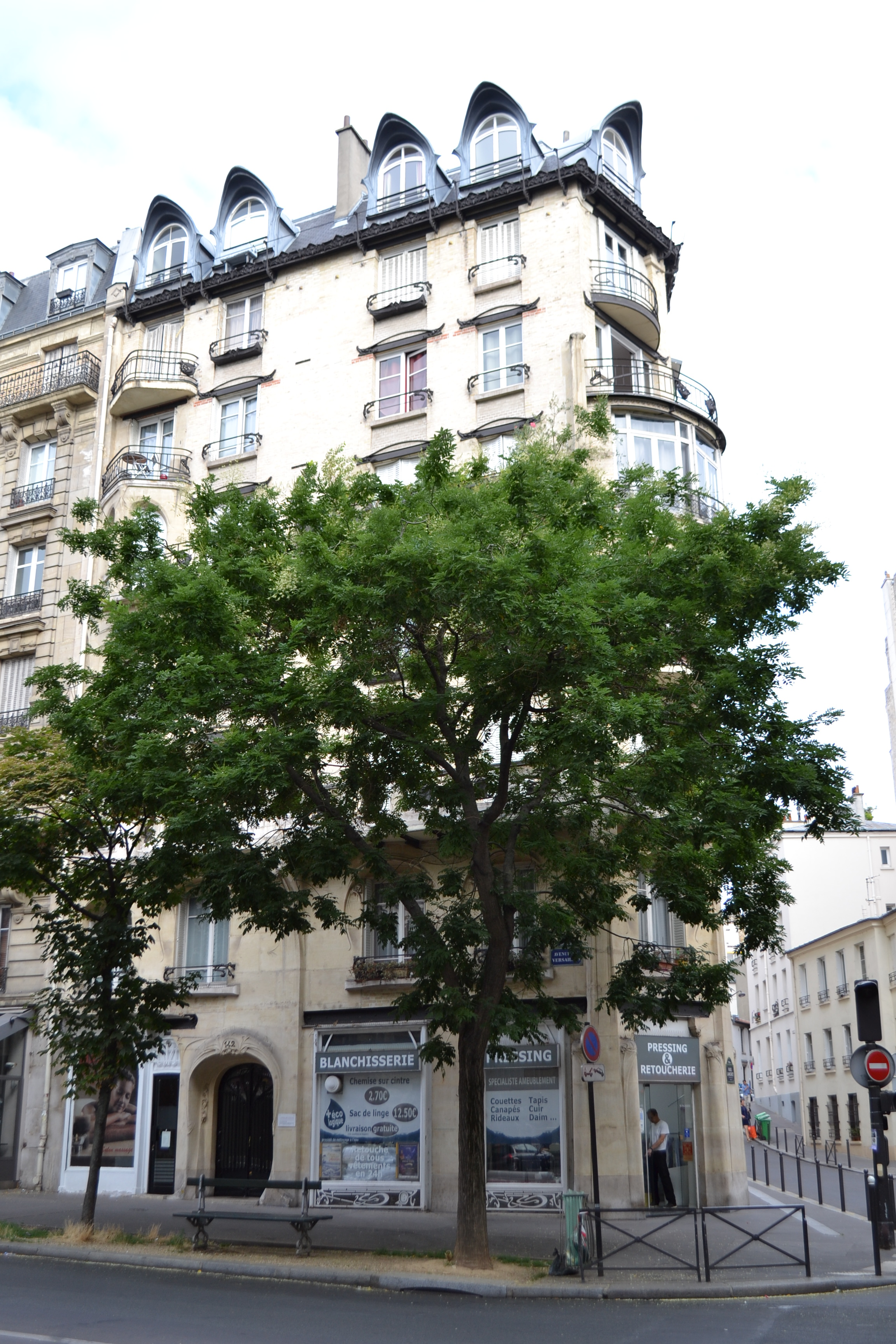
Haus Jassedé (1903).
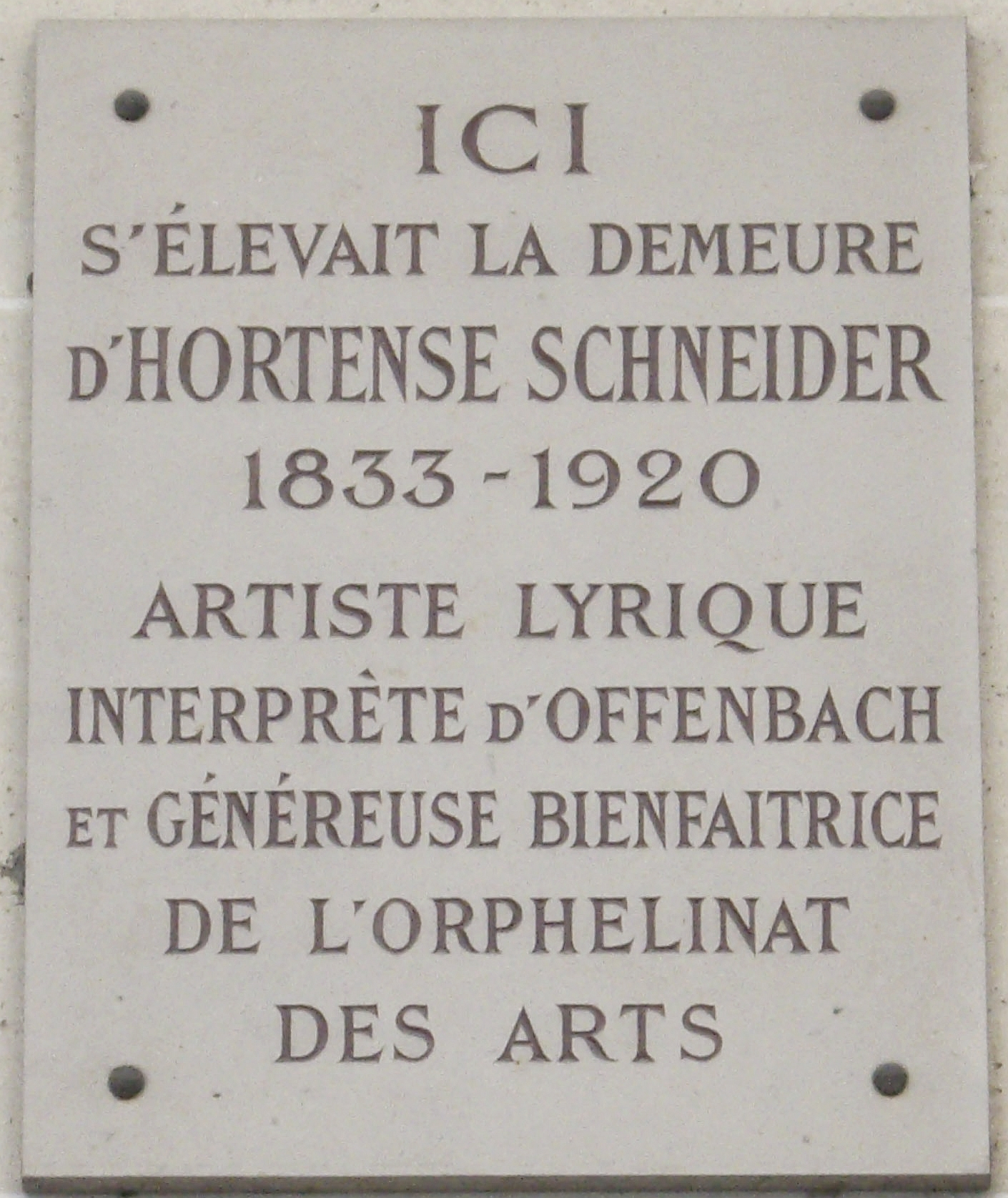
Plakette an Nr. 123
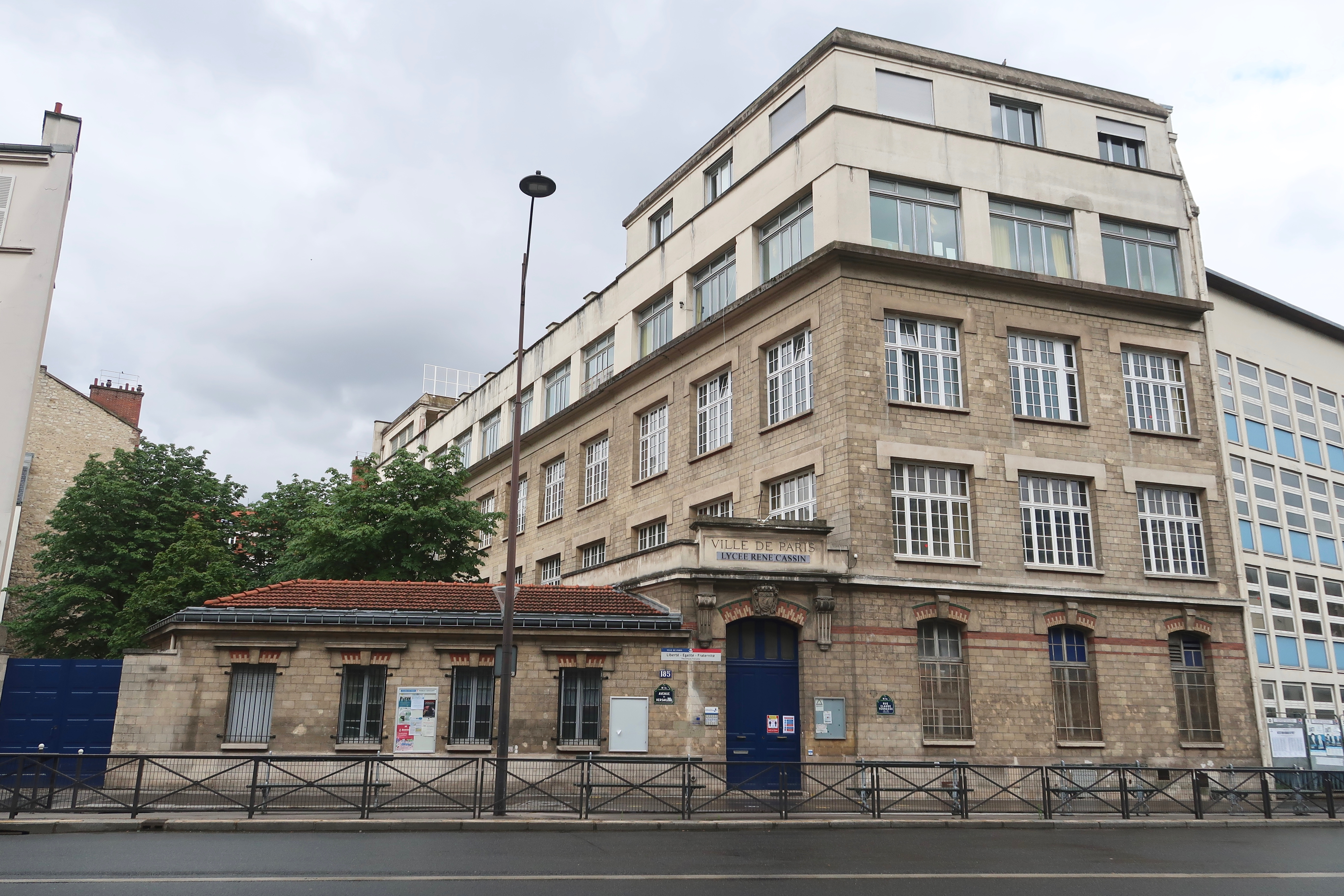
Lycée René Cassin, Nr. 185